# Echinodon
Echinodon ("ježčí zub" – podle špičatých výstupků na zubech) byl rod malého ptakopánvého dinosaura, patřícího do čeledi Heterodontosauridae. Byl také znám pod již neplatným názvem Saurechinodon. Žil v období spodní křídy (stupeň berrias nebo valangin) na území dnešní západní Evropy.

## Objev a informace o taxonu
Typový exemplář byl objeven sběratelem fosilií Samuelem Becklesem nedaleko lokality Swanage ve Velké Británii. Šlo o velmi malého dvounohého dinosaura o délce asi 60 až 75 cm. Na obou maxilách (kostech horní čelisti) vykazoval neobvyklou přítomnost špičákovitých zubů, což je typickým znakem pouze pro tuto čeleď. Zuby byly relativně veliké a hlava poměrně krátká. Jediným dnes známým druhem je E. becklesii, pojmenovaný již roku 1861 přírodovědcem Richardem Owenem. Ten považoval dochovaný materiál původně za pozůstatky ještěra.

## Klasifikace
Echinodon byl původně považován za velmi primitivního příslušníka skupiny Thyreophora, neboť se mu nesprávně přisuzovala přítomnost kožních destiček – osteodermů, patřících ve skutečnosti želvám. V roce 1991 přeřadil tento rod do čeledi heterodontosauridů americký paleontolog Paul Sereno, nejasnosti však přetrvávaly. V roce 2002 byla provedena další fylogenetická analýza, která tuto klasifikaci potvrdila, byť na základě jiných zkoumaných údajů. Pokud je Echinodon skutečně heterodontosaurid, pak je s velkým odstupem nejstarším známým zástupcem celé skupiny.

## Česká literatura
- Socha, V. (2020). Pravěcí vládci Evropy. Kazda, Brno. ISBN 978-80-88316-75-6. (str. 99-101)